# Émile-Victor-Amédée Biencourt
Pour les articles homonymes, voir Biencourt.
Émile-Victor-Amédée Biencourt né à Douai le 24 janvier 1809 et mort le 3 octobre 1843 est un sculpteur français.

## Biographie
Émile-Victor-Amédée Biencourt est né à Douai le 24 janvier 1809. Il fut élève des écoles académiques de la ville. Le musée de la Chartreuse conserve de lui le buste en plâtre de Philippe-Alexandre-Louis Bommart, ancien maire, donné en 1829. L'artiste est mort le 3 octobre 1843.